# Hamit Matjani
Hamit Hasan Matjani (ur. 1910 we wsi Matian k. Lushnji, zm. 14 kwietnia 1954 w Lushnji) – albański wojskowy, polityk, działacz ruchu oporu, organizator antykomunistycznego ruchu oporu.

## Służba w żandarmerii
Pochodził z rodziny chłopskiej. Od 1932 służył w żandarmerii we Wlorze, skąd w 1935 trafił do ośrodka szkolenia w Fierze. W trakcie szkolenia uczestniczył w walkach przeciwko rebelii Rizy Cerovy w Fierze. Kształcił się także w szkole żandarmerii w Neapolu. W 1936 przeniesiony do Wlory, gdzie służył do kwietnia 1939. W czasie agresji włoskiej na Albanię należał do grupy żandarmów, która we Wlorze ostrzeliwała lądujące oddziały inwazyjne. Został schwytany i skazany na karę śmierci przez włoski sąd wojskowy, ale 27 lutego 1940 po przepiłowaniu krat w więzieniu w Peqinie udało mu się uciec z więzienia.

## Działalność w ruchu oporu
W czasie wojny działał w strukturach Balli Kombëtar w rejonie Durrësu. W 1942 spotkał się z Mustafą Gjinishim, który namawiał go, aby dołączył z oddziałem do kierowanej przez komunistów Armii Narodowo-Wyzwoleńczej, ale Matjani nie zgodził się na przyłączenie. W 1943, w czasie okupacji niemieckiej powrócił do służby w żandarmerii i walczył z partyzantami komunistycznymi. Kiedy jeden z oddziałów partyzanckich wymordował mieszkańców jego rodzinnej wsi Matjani porzucił służbę w żandarmerii. Po przejęciu władzy przez komunistów zaczął się ukrywać, a w 1947 po rozbiciu jego oddziału w zasadzce, opuścił kraj.

## Operacja Valuable
Na emigracji współpracował z brytyjskimi i amerykańskimi służbami specjalnymi, uczestnicząc w operacji Valuable - prowadzonych przez SIS i CIA przygotowaniach do powstania antykomunistycznego, które miało wybuchnąć na terytorium Albanii. Początkowo zajął się wyszukiwaniem Albańczyków, znajdujących się na terytorium Grecji i ich szkoleniem wywiadowczym. Według zeznań Ganiego Malushiego po raz pierwszym Matjani przedostał się na terytorium Albanii w 1949, dowodząc czteroosobową grupą (Hasan Ahmeti, Fetah Gjika, Gani Malushi). Grupa przebywała na terytorium Albanii ponad dwa miesiące, ale nie udało się jej wywołać powstania zbrojnego i opuściła kraj. W 1951 Matjani został wyznaczony na dowódcę grupy, która miała przekroczyć granicę grecko-albańską i podjąć działania dywersyjne. Pod koniec kwietnia 1952 sześcioosobowa grupa dowodzona przez Matjaniego dotarła do greckiej Kastorii, a następnie z pomocą greckich oficerów do granicy z Albanią. Kolejnych 14 misji, w których uczestniczył Matjani nie przyniosło sukcesów, ale pozwoliło opracować mapę rozmieszczenia posterunków policyjnych i wojskowych na terytorium Albanii. Matjani pozostawił po sobie serię raportów, w których przedstawiał dramatyczną sytuację ekonomiczną kraju, a także listę osób, na które można było liczyć w przypadku przeprowadzania kolejnych akcji dywersyjnych.
Po raz ostatni grupa Matjaniego została zrzucona 1 maja 1953 na spadochronach w rejonie Mat. Dzięki pomocy wywiadu sowieckiego i przechwyceniu meldunków radiowych przesyłanych przez oddział udało się go zlokalizować i zorganizować zasadzkę. W czasie walki z oddziałem Sigurimi zginął radiooperator, a pozostała piątka została ujęta.

## Proces i śmierć
W kwietniu 1954 członkowie grupy stanęli przed Sądem Okręgowym w Tiranie. Obradom procesu pokazowego przewodniczył Shuaip Panariti. Przebieg procesu został utrwalony w filmie dokumentalnym E kaluara nuk kthehet (Przeszłość nie wróci), w reżyserii Endri Keko. 12 kwietnia 1954 oskarżeni zostali skazani na karę śmierci za szpiegostwo. Matjani, jako jedyny z tej grupy został stracony przez powieszenie. Publiczna egzekucja odbyła się na stadionie w Lushnji.

## Pamięć
W 1992 Matjani został uhonorowany pośmiertnie orderem Męczennika Demokracji (Martir i Demokracisë) przez prezydenta Salego Berishę.
Był żonaty (żona Fatime), miał syna Xhavita (ur. 1936). Fatime Matjani spędziła dziesięć lat w więzieniu, a następnie została internowana w miejscowości Savër e Gjaze.